# Johann Menso Folkerts
Johann Menso Folkerts (* 14. Dezember 1909 in Emden; † 22. Februar 1967 in Leer) war Gründer der Emder NSDAP-Ortsgruppe, späterer Kreisleiter der Partei und Schriftleiter des regionalen NSDAP-Organs Ostfriesische Tageszeitung.

## Gründung der NSDAP-Ortsgruppe
Folkerts trat zum 1. Mai 1928 der NSDAP bei (Mitgliedsnummer 85.783) und gründete als Gymnasiast im Alter von 18 Jahren im selben Jahr die Emder Ortsgruppe der Partei. Dazu wählte er bewusst den Tag der Republik, den 10. November. Kurze Zeit später half er auch bei der Gründung der NSDAP-Ortsgruppe in der Nachbarstadt Aurich.

## In der Zeit des Nationalsozialismus
Folkerts spielte in der Anfangsphase der Zeit des Nationalsozialismus in seiner Heimatstadt eine entscheidende Rolle bei der Durchsetzung und Etablierung des NS-Systems. Besonders tat er sich bei der erzwungenen Absetzung des seit 1913 amtierenden Oberbürgermeisters Wilhelm Mützelburg hervor, den er im Oktober 1933 zusammen mit einer Gruppe von Nationalsozialisten aus dessen Dienstzimmer entführte, woraufhin ihn jene Gruppe johlend durch die Stadt trieb. Mützelburg ließ sich in der Folge „krankschreiben“ und wurde hernach durch den kommissarischen Bürgermeister Paul Hinkler, zuvor Polizeipräsident von Altona, und im November 1933 durch den aus Holstein stammenden Juristen und NSDAP-Angehörigen Hermann Maas ersetzt.
Zudem wirkte Folkerts 1933 für kurze Zeit als Hauptschriftleiter der Rhein-Ems-Zeitung, der bis dahin linksliberalen Tageszeitung Emdens. 1938 übernahm er die gleiche Funktion beim regionalen Parteiorgan Ostfriesische Tageszeitung, eine Stellung, die er bis Kriegsende innehatte. Politische Ämter in seiner Heimatstadt nahm er ab 1938 nicht mehr wahr, was möglicherweise mit der Tatsache zusammenhängt, dass Folkerts sich weigerte, aus der Kirche auszutreten. Aktiv war Folkerts hingegen bei der Ostfriesischen Landschaft, wo er die Abteilung „Kunstwart“ leitete und seit 1942 als Landschaftsrat mit der Zuständigkeit für „Sippenforschung und Rassenpflege“ fungierte. Daneben war er für die NSDAP in Sachen Beziehungen zu den Niederlanden tätig.

## Nach der Zeit des Nationalsozialismus
Nach Kriegsende wurde Folkerts zunächst interniert. Im Zuge der Entnazifizierung wurde er 1949 in die Kategorie 4 (Mitläufer) eingestuft, was der Historiker Dietmar von Reeken als „relativ milde“ beurteilt. Beruflich orientierte sich Folkerts um: Er verließ seine Heimatstadt Emden, nicht jedoch seine Heimatregion Ostfriesland und baute in Leer die Bezirksorganisation einer Bausparkasse auf.
Politisch betätigte sich Folkerts – anders als sein Mentor bei der Ostfriesischen Landschaft Hermann Conring – kaum noch. Seine Kandidatur für eine Wählergemeinschaft in Leer im Jahre 1964 blieb Episode. Folkerts blieb jedoch der Ostfriesischen Landschaft verbunden und führte seine Arbeiten über die Familienforschung weiter. Er starb im Alter von 57 Jahren in Leer-Loga.